# Мартовские статьи
Мартовские статьи 1654 года (другие названия: «Переяславский договор», «Статьи Богдана Хмельницкого», «Статьи Войска Запорожского», «Переяславские статьи») — акт, юридически оформивший автономное положение Войска Запорожского в составе Русского государства после Переяславской Рады. Приняты на основе украинского проекта договора между Запорожским войском и русским правительством, составленного под редакцией Богдана Хмельницкого, о подтверждении прав и вольностей.

## Предыстория
С начала восстания Хмельницкого русское правительство оказывало широкую экономическую и финансовую помощь Войску Запорожскому. Постепенно расширялась дипломатическая поддержка Войска со стороны России, а также помощь людьми, оружием, боеприпасами. В начале 1649 года русское правительство признало гетмана Богдана Хмельницкого и с этого времени регулярно обменивалось с ним послами. Тогда же правительство сообщило гетману о готовности принять Войско Запорожское в русское подданство, но считало необходимым пока избегать войны с
Речью Посполитой.

### Посольство Войска Запорожского, 1653 год
В 1653 году гетман Войска Запорожского Богдан Хмельницкий прислал в Москву посольство к царю Алексею Михайловичу в составе войскового старшины Григория Гуляницкого и войскового писаря Ивана Выговского «с товарищи», с прошением принять «всю Малороссию его и все Войско Запорожское в вечное своё твердое владение, подданство и покровительство».

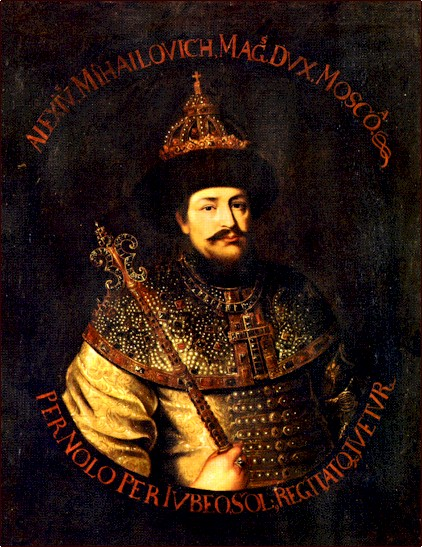
Алексей Михайлович, второй русский царь из династии Романовых

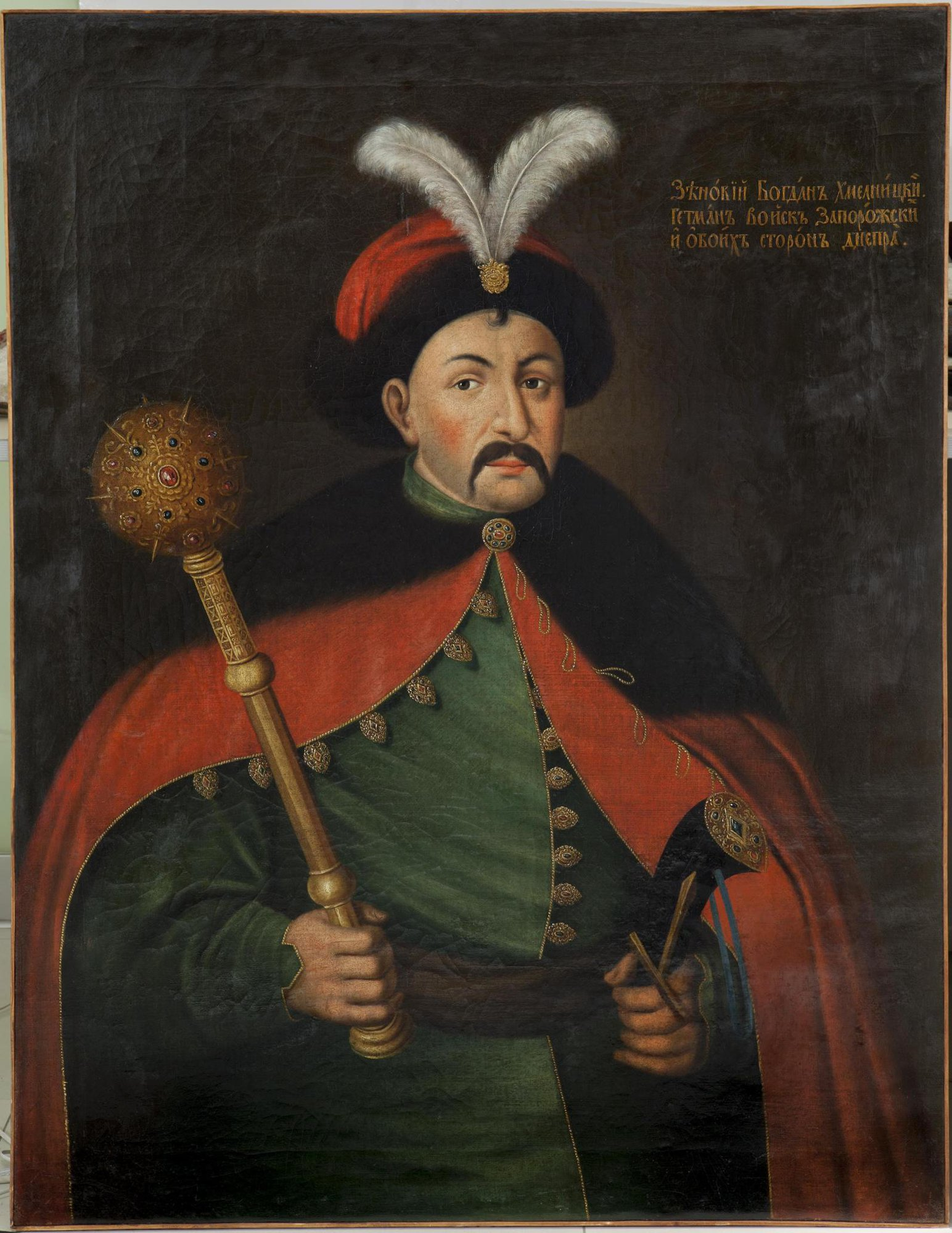
Богдан Хмельницкий, гетман Войска Запорожского

### Земский собор, одобривший челобитную Войска Запорожского
В мае 1653 г. в Москве собрался Земский собор обсудить вопрос присоединения Войска Запорожского к Русскому государству. К 25 мая (4 июня) 1653 выяснилось единодушное мнение Собора. «И о том всяких чинов и площадных людей все единодушно говорили, чтоб черкас принять». Царь одобрил это мнение, чему присутствовавшие на Соборе «наипаче обрадовалися».
В сентябре в Москву прибыло посольство гетмана во главе с личным доверенным Богдана Хмельницкого чигиринским полковником Лаврентием Капустой. Капуста просил правительство немедленно послать на Украину — в Киев и другие города — при воеводах «ратных людей, хотя с 3000 человек». Он сообщил, что от турецкого султана прибыли к гетману послы, настойчиво «зовучи ево к себе в подданство», но что гетман «ему (султану) в том отказал, а надеетца на государеву милость».
1 (11) октября 1653 года состоялось заключительное заседание Собора, куда царь явился с крестным ходом с церкви Василия Блаженного. Это подчеркивало важность и торжественность события. Удовлетворяя желание украинского народа, Земский собор единодушно постановил, «чтоб великий государь, царь и великий князь Алексей Михайлович всея Руси, изволил того гетмана Богдана Хмельницкого и все войско запорожское, с городами их и с землями, принять под свою государскую высокую руку». Собор принял решение потребовать от польского правительства немедленного прекращения войны и освобождения земель Войска Запорожского. В случае отказа Земский собор считал необходимым направить русские военные силы для защиты Войска Запорожского от шляхетской Польши. Это решение было единодушно принято участниками собора.
Обсуждался также и вопрос об отказе населения Украины от присяги польскому королю. По мнению думных чинов, в связи с нарушением присяги польским королём (Ян Казимир обвинялся в нарушении данной им присяги о веротерпимости) украинский народ освобождался от присяги королю и, следовательно, царское правительство принимало «вольных людей», а не бунтовщиков.
… Ян Казимер, тое своей присяги не здержал, и на православную християнскую веру греческого закона востал, и церкви божии многие разорил, а в-ыных униею учинил. И чтоб их не отпустить в подданство турскому салтану или крымскому хану, потому что они стали ныне присягою королевскою вольные люди. И по тому по всему приговорили: гетмана Богдана Хмельницкого и все Войско Запорожское з городами и з землями принять…
— Российское законодательство X—XX вв.: в 9 т.
Т.3. Акты Земских соборов. М., Юридическая литература, 1985. 
Решение Собора было объявлено 4 (14) октября 1653 года в Золотой палате кремлёвского дворца. Послам гетмана было объявлено, что царь Алексей Михайлович удовлетворяет прошение Войска Запорожского и принимает в своё подданство. В тот же день посольство гетмана во главе с Лаврином Капустой выехало на Украину.

### Состав русского посольства
9 (19) октября 1653 г. из Москвы на Украину было направлено посольство, во главе которого был видный дипломат Василий Васильевич Бутурлин. В царской грамоте об этом говорилось: «Для приниманья [Украины] посылаем боярина нашего и наместника тверского Василия Васильевича Бутурлина, да окольничьего и наместника муромского Ивана Васильевича Алферьева, да думного дьяка Лариона Дмитриевича Лопухина». В состав посольства вошло 12 стольников, несколько стряпчих, 11 подьячих, 2 переводчика. Посольство сопровождало к Переяславу 200 вооружённых воинов во главе с головой московских стрельцов Артамоном Матвеевым.
- боярина Бутурлина сопровождали стольники: князь Григорий Григорьевич Ромодановский, князь Фёдор Никитич Барятинский, Фёдор Владимирович Бутурлин, Михаил Михайлович Дмитриев, князь Алексей Юрьевич Звенигородский, Василий Яковлевич Колтовский, Василий Петрович Кикин, стряпчий Михаил Петрович Воейков, князь Даниил Матвеевич Несвицкий, князь Василий Дмитриевич Горчаков, Денис Петрович Тургенев;
- окольничего Алферьева сопровождали стольник Иван Степанович Телепнев, стряпчие Тимофей Иванович Спасителев, Андрей Иванович Спасителев, Иван Степанович Исленьев, Фёдор Богданович Глебов, князь Семён Никитич Болховской, Максим Саввич (Алексеевич) Ладыженский;
- с думным дьяком И. Д. Лопухиным был стольник Леонтий Ларионович Лопухин.
- стрелецкий приказ возглавлялся Артамоном Сергеевичем Матвеевым.

### Присяга русскому государю
В Переяславле 8 (18) января 1654 года в соборе Успения Пресвятой Богородицы состоялась присяга русскому государю:
- гетман, полковники и старшины дали присягу быть «вечными подданными его царскому величеству всероссийскому и наследникам его».
- города «ведомства Войска Запорожского», которые «приложили при том роспись нижеследующим порядком: полку Браславского — 31 город, Белоцерковского — 19 город, Корсунского — 19 мест, Черкасского — 5 мест, Переясловского — 11 мест, Нежинского — 16 мест, Миргородского — 12 мест, Киевского — 22 места, Черниговского — 7 мест, Кропивянского — 9 мест, Полтавского — 15 мест. А всего: 166 городов.»

На Переяславской раде были сформулированы статьи договора, оформленные в форме «челобития великому государю». В Москву было отправлено новое посольство в составе войскового судьи Самойла Богдановича и переяславского полковника Павла Тетери «с товарищи».
В течение января и февраля приняло присягу население Киева, Нежина, Чернигова, Белой Церкви, Канева, Черкасска, Прилук и других городов, а также сёл Войска Запорожского. Всюду население с большой радостью встречало русских посланников и торжественно приносило присягу вечно жить в братской дружбе с великорусским народом.
Как свидетельствует украинский казацкий летописец, «по усей Украине увесь народ з охотою» высказал желание объединиться с великорусским народом, и «немалая радость межи народом стала».
Киевляне встретили послов в 10 км от города со знамёнами. В честь послов был дан салют. Послы въехали в Киев через Золотые ворота в сопровождении тысячи казаков. Киевляне своей присягой единодушно подтвердили решение Переяславской рады.
К присяге в Войске Запорожском, по далеко не полным данным, было приведено 11 полковников, 5 обозных, 62 военных судьи, 115 шляхтичей, 1475 сотников, есаулов, хорунжих и писарей, 60 375 казаков, 625 войтов, бурмистров и атаманов, 59 895 горожан, 37 монахов. По данным представителей московского царя, присягу приняли 122 542 человека мужского пола.

## Рассмотрение текста договора в Москве — март 1654 года
Проект привезён в Москву по решению Переяславской рады посольством Богдана Хмельницкого во главе с войсковым судьёю С. Б. Зарудным и переяславским полковником П. И. Тетерей.
12 (22) марта 1654 года — предоставлен в Москве в виде 23 статей (11 статей.).
13 (23) марта 1654 года — во время «расспроса» на Казённом дворе у боярина и наместника тверского Василия Васильевича Бутурлина, окольничего и наместника каширского Петра Петровича Головина и думного дьяка Алмаза Иванова послами были устно названы дополнительные статьи договора.
13—20 (23—30) марта — договор согласовался с царскими представителями — боярами А. Н. Трубецким и В. В. Бутурлиным, окольничим П. П. Головиным и думным дьяком А. И. Ивановым. После переработки текста проекта 23 «просительные статьи» объединены в 11 пунктов.
14 (24) марта 1654 года — 23 статьи договора были рассмотрены царём Алексеем Михайловичем. По всем пунктам было вынесено решение. Последний, 23-й пункт был внесен русским правительством.
27 марта (6 апреля) — договор утверждён царём Алексеем Михайловичем.
Договор подтверждал выборность гетмана и генерального старшины, права и вольности старшины казацкой, казаков, мещан, православного духовенства, самостоятельность войсковых судов. Определяли величину денежных отчислений, а также размер жалования для старшины и реестровых казаков Запорожского войска (их численность была увеличена до 60 тысяч). Назначение жалованья рядовым казакам отложено до выяснения размера доходности с украинских земель. Оставляли сбор податей в ведение местных властей, но под контролем царских представителей. Сохраняли за гетманом право самостоятельно принимать и отпускать всех иностранных послов (кроме польского и турецкого), но при условии, что они прибыли «о добрых делах». Договор обязывал гетмана сообщать в Москву о содержании всех проведённых им переговоров и задерживать послов, прибывших с намерениями враждебными Русскому государству. Предусматривали военные действия царских войск против Речи Посполитой (для «оберегания» украинских земель отдельно выделялся военный контингент с гарнизонной службой в Киеве), который при необходимости мог использоваться против Крымского ханства. В эти же дни договор дополнен жалованными грамотами (позднее оригиналы утеряны) Запорожскому войску «о правах и вольностях войсковых», малороссийской шляхте православной веры — на «шляхетские права», Б. М. Хмельницкому — на Черниговское староство «со всеми к нему принадлежностями».
В 1657 году Мартовские статьи изменены: в отдельные статьи выделены жалованные грамоты от 27 марта (6 апреля) 1654 года. Ограничено право гетмана на дипломатическое контакты с другими государствами. В дальнейшем положение Мартовский статей редакции 1657 года после избрания каждого нового гетмана подтверждались Казацкой радой и русским правительством (в историографии получили названия по месту подписания). С этого года в Статьи начинают вноситься изменения, направленные на ограничения самоуправления украинскими землями.
В 1659 году по условиям Переяславских статей 1659 года, принятых при гетмане Ю. Б. Хмельницком, царские гарнизоны размещались в Киеве, Переяславле, Чернигове, Нежине, Брацлаве и Умани. Запорожское войско обязывалось по первому требованию выступать на «государеву службу».
В 1665 году Московские статьи, утверждённые при гетмане И. М. Брюховецком, расширили административные и судебные полномочия царских воевод и увеличили численность царских гарнизонов.
В 1669 году Глуховские статьи, заключенные при гетмане Д. И. Многогрешном, несколько ограничили функции царских воевод и уменьшили их количество.
В 1687 году по последним Коломакским статьям, подписанном при гетмане И. С. Мазепе, Левобережная Украина признавалась подвластной «не гетманскому регименту, а царского величия самодержавной державе».
С 1706 года, в связи с возможным вторжением шведского короля Карла XII на Украину, всё Запорожское войско перешло под командование царя Петра I Алексеевича.
В 1708 году, после измены гетмана И. С. Мазепы, обязанности гетмана начали исполнять царские «резиденты» (с 1710 года — два).

## Текст, резолюции государя и боярские приговоры
Божиею Милостию Великий Государь Царь и Великий Князь, Алексей Михайлович, всея Великия и Малыя России Самодержец, и многих Государств Государю и Обладателю, Твоему Царскому Величеству.
Мы, Богдан Хмельницкий, Гетман Войска Запорожского, и все Войско Запорожское, и весь мир Христианский Российский до лица земли челом бъем.
Обрадовася вельми с пожалования великого и милости неисчетной Твоего Царского Величества, которую нам изволил Твое Царское Величество показать, много челом бьем Тебе, Государю нашему, Твоему Царскому Величеству, служити прямо и верно во всяких делах и повелениях Царских Твоему Царскому Величеству будем вовеки. Только просим вельми, яко и в грамоте просили есьмы, изволь нам, Твое Царское Величество, в том во всем пожалование и милость свою Царскую указати, о чём посланники наши от нас Твоему Царскому Величеству будут челом бить.
1.
В начале изволь, Твое Царское Величество, подтвердити права и вольности наши войсковые, как из веков бывало в Войске Запорожском, что своими правами суживалися и вольности свои имели в добрах и в судах, чтоб ни воевода, ни боярин, ни стольник в суды войсковые не вступалися, и от старшин своих чтоб товариство сужены были: где три человека козаков, тогда два третьего должны судити.
Решение
Сей статье указал государь, и бояре приговорили: быть так по их челобитью.
2.
Войско Запорожское в числе 60 000 чтоб всегда полно было.
Решение
Указал государь, и бояре приговорили: быти по их челобитью 60 000 человек.
3.
Шляхта, которые в России обретаются и веру по непорочной заповеди Христовой Тебе, Великому Государю нашему, Твоему Царскому Величеству, учинили, чтоб при своих шляхетских вольностях пребыли и меж себя старшин на уряды судовые обирали, и добра свои и вольности имели, как при Королях Польских бывало, чтоб и ныне, увидя таковое пожалование Твоего Царского Величества, склонились под область и под крепкую и высокую руку Твоего Царского Величества со всем миром Христианским. Суды земские и градские чрез тех урядников, которых они сами себе добровольно изберут, исправлены быть имеют, как и прежде сего; тако ж шляхта, которые казённую свою имели по крепостям на маетности тогда, и ныне чтоб или им поплачено, или на маетностях довлады дано.
Решение
Сим статьям указал государь, и бояре приговорили: быть по их челобитью.
4.
В городех урядники из наших людей чтоб были обираны на то достойные, которые должны будут и подданными Твоего Царского Величества справляти или удержати, и приход надлежащий в правду в казну Твоего Царского Величества отдавати.
Решение
Указал государь, и бояре приговорили: быть по их челобитью. А быть бы урядникам, войтам, бурмистрам, райцам, лавникам и доходы денежные и хлебные, и всякие на государя сбирать им и отдавать в государеву казну тем людям, которых государь пришлет, и тем людям, кого для той сборной казны государь пришлет, над теми сборщиками смотреть, чтоб делали правду.
5.
На булаву Гетманскую что надано, со всеми принадлежностями Министерство Чигиринское чтоб ныне для всего ряду пребывало.
Решение
Указал государь, и бояре приговорили: быть по их челобитью.
6.
Сохрани, Боже, на нас, Гетмана, смерти, понеже всяк смертен, без чего не может быть, чтоб Войско Запорожское само меж себя Гетмана избирали и Его Царскому Величеству извещали, чтоб то Его Царскому Величеству не в кручину было, понеже тот давный обычай войсковой.
Решение
Государь указал, и бояре приговорили: быть по их челобитью.
7.
Имений козацких чтоб ни на что не отнимали, которые земли имеют, и все пожитки с тех земель чтобы при тех имениях добровольно владели, вдов, после козаков оставших, чтоб и дети их такие ж вольности имели, как предки и отцы их.
Решение
Государь указал, и бояре приговорили: быть по их челобитью.
8.
Писарю войсковому чтоб по милости Его Царского Величества 1000 золотых для подписков, так и мельниц для прокормления, что великий расход имеет.
Решение
Быть по их челобитью и давать из тамошних доходов.
9.
На всякого полковника чтоб по мельнице, для того что расход великий имеют. Но когда милость будет Твоего Царского Величества, и больше того, чем Твое Царское Величество пожаловать изволит.
Решение
Государь пожаловал — по их челобитью да будет.
10.
Также на судей войсковых по 300 золотых и по мельнице, а на писаря судейского по 100 золотых.
Решение
Государь пожаловал по их челобитью, а про судей спросить, сколько судей?
11.
Также есаулам войсковым и полковым, что на услугах войска завсегда обретаются и хлеба пахать не могут, по мельнице бы им было, просим Твоего Царского Величества.
Решение
Государь пожаловал по их челобитью.
12.
На поделку снаряду воинского и пушкарей и на всех людей работных у снаряду просим Твоего Царского Величества, изволь имети своё Царское милостивое зрение, яко о зиме, тако и о сенях, такожде и на обозного 400 золотых.
Решение
Государь пожаловал велел давать из тамошних доходов.
13.
Права, наданные из веков от Князей и Королей духовным и мирским людям, чтоб ни в чём не нарушены были.
Решение
Государь пожаловал велел быть по тому.
14.
Послы, которые из века из чужих земель приходют к Войску Запорожскому, чтоб господину Гетману и всему Войску Запорожскому, которые к доброму, вольно принять, чтобы то Его Царскому Величеству в кручину не было; а что бы имели противу Его Царского Величества, быть должными Его Царскому Величеству извещати.
Решение
Государь указал, и бояре приговорили: послов о добрых делах принимали и отпускати, а о каких делах приходят и с чем отпустят, и о том писать к государю. А которые посланцы или послы присланы от кого будут с противным делом, оных задержав, писать к государю, а без государева указу их не отпускать; а с турским салтаном и с польским королём без государева указу не ссылаться.
15.
Как в иных землях дань вдруг отдается, хотели бы и мы, и то б ценою ведомою давать о тех людях, которые Твоему Царскому Величеству надлежат. А если бы инако быть не могло, тогда и на единого, воеводу не позволять и о том договариваться, разве бы из здешних людей обобравши воеводу, человека достойного, который имеет все те доходы в правду Его Царского Величества отдавати. А то для того имеют посланники наши договариваться, что, наехавши, воевода права бы нарушать имел и установы какие делал, и то б были имелось с великою досадою, понеже праву иному не могут скоро навыкнуть и тягости такие не могут носить, а из здешних людей когда будут старшие, тогда против правды уставов здешних будут справляться.
Решение
По сей статье государь указал, и бояре приговорили: быть по тому, как выше сего написано, сбирать войтам, бурмистрам, райцам, лавникам, а отдавать в государеву казну тем людям, кого государь пришлет, и тем людям над сборщиками смотреть, чтоб делали правду.
16.
Прежде сего от Королей Польских никакого гонения на веру и на вольности наши не было. Всегда мы всякого чина свои вольности имели, и для того мы верно и служили, а ныне за наступление на вольности наши понуждены Вашему Царскому Величеству под крепкую и высокую руку поддаться, прилежно просили имеем чрез послы наши, чтоб привилегии Ваше Царское Величество нам, на хартиях писанные с печатями висящими, един на вольности козацкие, а другие на шляхетские, изволь дать, чтоб на вечное время непоколебимо было. А когда то одержим, мы сами смотр меж собою иметь будем, а кто козак, то тот вольность козацкую будет иметь, а кто пашенный крестьянин, тот будет дань давать обыклую Его Царскому Величеству так, как и прежде сего, так же и на люди всякие, которые Вашему Царскому Величеству подданные, на каких правах и вольностях имеют быть.
Решение
Государь указал, и бояре приговорили: быть по их челобитью.
17.
О митрополите помянуть имеют, как будут разговаривать, и о том послам нашим изустный наказ дали есьмы.
Решение
Государь указал, и бояре приговорили: митрополиту на маетности его, которыми ныне владеет, дать жалованную грамоту.
18.
Такожде прилежно просити послы наши имеют Его Царского Величества, чтоб Его Царское Величество рать свою вскоре прямо к Смоленскому послал, не отсрочивая ничего, чтоб неприятели не могли справляться и с другими совокупиться, для того что войски ныне принужденные, чтоб никакой их лести не верили, если б они имели в чём делать.
Решение
Указал государь, и бояре приговорили: про поход ратных людей объявить посланникам, с которого числа государь сам и бояре, и ратные многие люди с Москвы пойдут, а гетману не писать.
19.
Чтоб быть наемного люду зде по рубежу от ляхов, для всякого бесстрашия с 3000, или, как воля Царского Величества будет, хотя и больше.
Решение
Царского Величества ратные люди всегда на рубежи, для Украйны обереганья, есть и впредь стоять учнут.
20.
Обычай тот бывал, что всегда Войску Запорожскому платили, просят и ныне Его Царское Величество, чтоб на полковника по 100 ефимков, на есаулов полковых по 400 золотых, на сотников по 100, на козаков по 30 золотых.
Решение
Отговаривал великий государь, его царское величество, для православныя веры, хотя их от гонителей и хотящих разорить церкви Божие и искоренить веру христианскую, от латын оборонити, собрал рати многие и идет на неприятелей, и свою государеву казну для их обороны ратным людям роздал многую. А как был у гетмана Богдана Хмельницкого государев ближний боярин и наместник тверской Василий Васильевич Бутурлин с товарищи и говорил с гетманом о числе Войска Запорожского, и гетман говорил, хотя число Войска Запорожского и велико будет, государю в том убытка не будет, потому что они жалованья у государя просить не учнут, а говорил гетман при них, при судье и при полковнике, и им ныне о том говорить не доводится.
21.
Орда если бы имела вкинуться, тогда от Астрахани и от Казани надобно на них наступать, такожде и донским козакам готовым быть, а ныне ещё в братстве дати сроку и их не задирати.
Решение
Сказать: на Дон к козакам государево повеление послано. Буде крымские люди задору никакого не учинят, на них не ходить, а буде задор учинят, и в то время государь укажет над ними промысл чинить.
22.
Кодак город, который есть сделан на рубеже от Крыму, в котором господин Гетман всегда по 400 человек имеет и кормы всякие им дает, чтоб и ныне Его Царское Величество как кормы, так же и на тех, которые за порогами в Коше берегут, чтоб Его Царское Величество милость свою изволил показать, понеже нельзя его самого без людей оставить.
Решение
Государь указал спросить: по сколько корму на тех человек дают, и за порогами для Коша сколько человек, и о чём за них челом бьют?
23.
Доложить Государю бояре говорили, которые Государевых всяких чинов люди бегати в Государевы черкаские городы и места учнут, и тех бы, сыскав, отдавали.
Марта 14 дня 1654 году.
— Ригельман Александр Иванович, "Летописное повествование о Малой России и её народе и казаках вообще" 1847 г.